# På palmblad och rosor (film)
På palmblad och rosor är en svensk TV-film från 1976. Den bygger på romanen med samma namn av Stig Claesson från 1975. Huvudrollen spelas av Janne ”Loffe” Carlsson.

## Handling
Fastighetsmäklaren "Proppen" Oskarsson har lovat en radiohandlare att fara med en förlängningssladd för tv:n till en stuga långt inne i skogen i en avfolkningsbygd. När han letat sig dit finner han en lam och stum gammal gumma i en säng. Hon är fin och välskött. Det har nyss varit eld i spisen. Det finns mat i kylen, men inga som helst spår av den som sköter om den gamla.
På väg därifrån möter han en ung kvinna till häst (Gabriella) och en orienterare som sprungit vilse (Sållet) och de hamnar allesammans till slut i samma bastu hemma i Gabriellas föräldrahem. Proppen och Gabriella går senare på kvällen ut på stadshotellet och äter middag men Proppen kan inte släppa vem som tar hand om den lama gumman, eller den "lama kärringen" som han kallar henne gång på gång. Han återvänder till stugan nästa dag och matar katten och vänder gumman så hon inte ska få liggsår samt undrar vem som tar hand om henne, vem som älskar henne och vem hon är. Något svar på detta får aldrig Proppen utan arbetar i motvind med omgivningens likgiltighet inför den ensamma gamla gumman i stugan men att lämna gumman i ovisshet klarar inte Proppen utan han går och hämtar skyffeln.

## Om filmen
Filmen är producerad av den så kallade TV-teatern, och visades första gången våren 1976 i Sveriges Television. Den fick mycket bra kritik.

## Roller i urval
- Janne Carlsson – "Proppen" Oskarsson
- Martha Colliander – farmor
- Nils Eklund – Nilsson
- Gunnel Fred – Gabriella
- Gun Jönsson – Sickan
- Hasse Jonsson – "Sållet"
- Svea Holst-Widén – gumman
- Kjell-Hugo Grandin – tränaren
- Roynes orkester – orkestern på Stadshotellet

## DVD
Filmen gavs ut på DVD 2012 tillsammans med Vem älskar Yngve Frej och Henrietta.